# Shigenobu Murofushi
Shigenobu Murofushi (室伏重信?, Murofushi Shigenobu; Hebei, 2 ottobre 1945) è un ex martellista giapponese; è padre di Kōji, campione olimpico e mondiale della specialità.

## Biografia
Da giovane si dedicò dapprima al sumo e poi al getto del peso, prima di trovare la sua definitiva realizzazione nel lancio del martello. Nella sua ventennale carriera fu l'indiscusso dominatore continentale della specialità vincendo per cinque volte la medaglia d'oro ai Giochi asiatici e per due volte ai Campionati asiatici di atletica leggera.
Partecipò a tre edizioni dei Giochi olimpici entrando in finale a Monaco di Baviera 1972 e Montréal 1976. Alla sua terza partecipazione, a Los Angeles 1984, fu scelto come portabandiera per il suo paese alla cerimonia di apertura.
Sposato con la giavellottista rumena Serafina Moritz, ebbero due figli, Koji e Yuka, entrambi martellisti di livello internazionale.
Il suo record nazionale della specialità, stabilito nel 1984 con la misura di 75,96 m, rimase imbattuto fino al 1998 quando venne superato dal figlio Koji, che in seguito sarebbe divenuto campione olimpico e mondiale.

## Palmarès
| Anno | Manifestazione      | Sede        | Evento              | Risultato   | Prestazione | Note  |
| ---- | ------------------- | ----------- | ------------------- | ----------- | ----------- | ----- |
| 1966 | Giochi asiatici     | Bangkok     | Lancio del martello | Argento     |             |       |
| 1967 | Universiadi         | Tokio       | Lancio del martello | Bronzo      |             |       |
| 1970 | Giochi asiatici     | Bangkok     | Lancio del martello | Oro         |             |       |
| 1972 | Giochi olimpici     | Monaco      | Lancio del martello | 8º          |             | [ 1 ] |
| 1974 | Giochi asiatici     | Teheran     | Lancio del martello | Oro         |             |       |
| 1976 | Giochi olimpici     | Montréal    | Lancio del martello | 11º         |             | [ 2 ] |
| 1978 | Giochi asiatici     | Bangkok     | Lancio del martello | Oro         |             |       |
| 1979 | Campionati asiatici | Tokio       | Lancio del martello | Oro         |             |       |
| 1981 | Campionati asiatici | Tokio       | Lancio del martello | Oro         |             |       |
| 1982 | Giochi asiatici     | Nuova Delhi | Lancio del martello | Oro         |             |       |
| 1984 | Giochi olimpici     | Los Angeles | Lancio del martello | 14º (qual.) |             | [ 3 ] |
| 1986 | Giochi asiatici     | Seul        | Lancio del martello | Oro         |             |       |